# بيساك (كرواتيا)
بيساك (الكرواتية: Pisak)هي منطقة سياحية صغيرة داخل مدينة أوميس في كرواتيا، في مقاطعة سبليت-دالماسيا.
بلغ عدد سكان المستوطنة 202 نسمة عام 2011. أغلبية السكان هم من الكروات. في الموسم السياحي، ينخرط السكان في الغالب في استئجار مرافق الإقامة. العدد الفعلي للسكان أعلى من ذلك لأن القرية بها العديد من المساكن الصيفية، وأصحابها لديهم إقامة دائمة في أماكن أخرى. تقع بيساك جنوب الطريق السريع الأدرياتيكي على ساحل دالماتيا، على بعد حوالي 18 كم من وسط أوميس، و 40 كم من سبليت. بيساك هي مستوطنة صغيرة وهادئة، كانت في السابق ميناء للصيادين، وأصبحت الآن وجهة سياحية حديثة. تقع ينابيع فروليا تحت البحر جنوب شرق بيساك. تتكون الشواطئ بشكل رئيسي من المنحدرات والصخور والحصى.

## روابط خارجية
- البحث في الصفحات TZ Omiš
- بيساك.هر